# 阿舒瑞韦
阿舒瑞韦（INN：Asunaprevir；开发代号：BMS-650032），在日本和俄罗斯的商品名为Sunvepra，是一种治疗丙型肝炎的实验性候选药物，由百时美施贵宝公司开发，已于2013年完成III期临床试验。
阿舒瑞韦是丙型肝炎病毒丝氨酸蛋白酶NS3的抑制剂。阿舒瑞韦与聚乙二醇干扰素和利巴韦林的药物组合正在进行测试，以及与其他直接作用抗病毒药物（包括达拉他韦）在无干扰素方案中的联合测试。